# Gordon Eklund
Gordon Eklund (geboren am 24. Juli 1945 in Seattle, Washington) ist ein amerikanischer Science-Fiction-Autor.

## Leben
Eklund ist der Sohn des Zahntechnikers Alfred J. Eklund und von DeLois, geborene Stewart. Von 1963 bis 1967 diente er in der US Air Force und begann danach zu schreiben. 1969 heiratete er Married Dianna Mylarski, mit der er zwei Söhne hat. Von 1973 bis 1975 studierte er am Contra Costa College in San Pablo (Kalifornien).
Seine erste Erzählung Dear Aunt Annie (deutsch Unsere liebe Tante Annie) erschien im April 1970 in dem SF-Magazin Fantastic. Sie wurde für den Nebula Award nominiert und kam bei den Locus Awards auf den 10. Platz.
1971 folgte ein erster Roman, The Eclipse of Dawn.
Sein bislang größter Erfolg war die zusammen mit Gregory Benford – mit dem er auch in einer Reihe anderer Projekte zusammenarbeitete – geschriebene Novelle If the Stars Are Gods (deutsch Wenn die Sterne Götter wären), die 1974 in der von Terry Carr herausgegebenen Anthologie Universe 4 erschien und 1975 mit dem Nebula Award ausgezeichnet wurde. 1977 erschien eine zum Roman erweiterte Fix-up-Fassung (deutsch unter dem Titel Der Bernsteinmensch), die 1978 den Locus Award gewann.
Außerdem schrieb er zwei Romane in der ersten Star-Trek-Serie von Bantam, nämlich The Starless World (#6, 1978) und Devil World (#10, 1979).
Die Lord Tedric-Romanserie geht auf eine im März 1954 in Universe Science Fiction erschienene Erzählung von Edward E. Smith zurück, die Eklund umschrieb und zum Roman erweitert 1978 veröffentlichte, wobei die britische Ausgabe nur Smith als Autor nannte. Drei weitere dieser postumen Roman-„Kollaborationen“ folgten.
Seine Fan-Fiction, für die er 2004 mit dem Fan Activity Achievement Award ausgezeichnet wurde, erschien 2013 gesammelt in Eklundia Stories: The Complete Fan Fiction of Gordon Eklund.

## Bibliographie
Romane
- The Eclipse of Dawn (1971)
- A Trace of Dreams (1972)
- Beyond the Resurrection (1973)
- Inheritors of the Earth (1974, mit Poul Anderson)
- All Times Possible (1974)
- Serving in Time (1975)
- Falling Toward Forever (1975)
- Dance of the Apocalypse (1976)
- The Grayspace Beast (1976)
- If the Stars Are Gods (1977, mit Gregory Benford)
  - Deutsch:  Der Bernsteinmensch. Moewig (Moewig Science Fiction #3573), 1982, ISBN 3-8118-3573-4.
- Twilight River (1979)
- The Garden of Winter (1980)
- Find the Changeling (1980, mit Gregory Benford)
  - Deutsch: Die Masken des Alien. Moewig (Moewig Science Fiction #3582), 1982, ISBN 3-8118-3582-3.
- A Thunder on Neptune (1989)
- Cosmic Fusion (2016)

Lord Tedric-Reihe
- 1 Lord Tedric (1978)
- 2 Space Pirates (1979)
- 3 Black Knight of the Iron Sphere (1979)
- 4 Alien Realms (1980, als E. E. Smith)

Star-Trek-Romane
- The Starless World (Star Trek #6, 1978)
  - Deutsch: Im Kern der Galaxis. Moewig (Terra Taschenbuch #368), 1985, ISBN 3-8118-3408-8.
- Devil World (Star Trek #10, 1979)

Kurzgeschichten
- Dear Aunt Annie (1970)
  - Deutsch: Unsere liebe Tante Annie. In: Science-Fiction-Stories 47. Ullstein 2000 #89 (3130), 1975, ISBN 3-548-03130-7.
- A Gift from the Gozniks (1970)
- Ramona, Come Softly (1970)
- West Wind, Falling (1971, mit Gregory Benford)
- Seeker for Still Life (1971)
- Gemini Cavendish (1971)
- Defender of Death (1971)
- Home Again, Home Again (1971)
- The Edge and the Mist (1971)
- To End All Wars (1971)
- Stalking the Sun (1972)
  - Deutsch: Menschenjagd. In: Terry Carr (Hrsg.): Die Zeitfalle. Pabel (Terra Taschenbuch #247), 1974.
- White Summer in Memphis (1972)
- Grasshopper Time (1972)
- Only the Stars Are Real (1972, als Alan W. Stewart)
- Soft Change (1972)
- Underbelly (1972)
- Examination Day (1973)
  - Deutsch: Prüfungstag. In: Roger Elwood (Hrsg.): Jenseits von morgen. Ueberreuter, 1976, ISBN 3-8000-3137-X.
- Free City Blues (1973)
- Lovemaker (1973)
- The Ascending Aye (1973)
- Iron Mountain (1973)
- The Shrine of Sebastian (1973)
- The Stuff of Time (1973)
- Three Comedians (1973)
- The Beasts in the Jungle (1973)
- Moby, Too (1973)
- Psychosomatica (1974)
- The Ambiguities of Yesterday (1974)
- Continuous Performance (1974)
- Beneath the Waves (1974)
- The Treasure in the Treasure House (1974)
- Tattered Stars, Tarnished Bars (1974)
- If the Stars Are Gods (1974, mit Gregory Benford)
- Deutsch: Wenn die Sterne Götter wären. In: James Gunn (Hrsg.): Der Tag vor der Revolution. Moewig (Playboy Science Fiction #6732), 1982, ISBN 3-8118-6732-6.
- Sandsnake Hunter (1975)
- Second Creation (1975)
- The Restoration (1975)
- Angel of Truth (1975)
- What Did You Do Last Year? (1976, mit Gregory Benford)
- The Locust Descending (1976)
- Changing Styles (1976)
  - Deutsch: Der neue Trend. In: Manfred Kluge (Hrsg.): Ein Affe namens Shakespeare. Heyne SF&F #3519, 1976, ISBN 3-453-30385-7.
- The Prince in Metropolis (1976)
- The Rising of the Sun (1976)
- Embryonic Dharma (1976)
- The Anvil of Jove (1976, mit Gregory Benford)
- Deutsch: Jupiters Amboß. In: Manfred Kluge (Hrsg.): Jupiters Amboß. Heyne SF&F #3587, 1978, ISBN 3-453-30482-9.
- The Retro Man (1977)
- The Tides of Time (1977)
- Once by Angels Seen (1977)
- Hellas Is Florida (1977, mit Gregory Benford)
- Vermeer’s Window (1978)
- Saint Francis Night (1978)
- Points of Contact (1978)
- The Twilight River (1979)
- The Anaconda’s Smile (1979)
- The Mother of the Beast (1980)
- Red Skins (1981)
- Valo in Love (1981)
- Pain and Glory (1981)
- Transubstantiation (1981)
- Revisions (1983)
  - Deutsch: Revisionen. In: Ronald M. Hahn (Hrsg.): Willkommen in Coventry. Heyne SF&F #4127, 1984, ISBN 3-453-31097-7.
- Chambers of Memory (1984)
- The Karamazov Caper (1992)
- Objects Unidentified (Flying) (1997)
- The Cross Road Blues (1999)
- I Said I Was Sorry Didn't I (2014)
- Another True History (2016)
- Late Night at the Wonder Bar (2017)

Kurzgeschichtensammlungen
- Eklundia Stories: The Complete Fan Fiction of Gordon Eklund (2013)
- Selected Stories Vol. 1: Second Creation (2016)
- Selected Stories Vol. 2: Retro Man (2016)
- Selected Stories Vol. 3: Stalking the Sun (2017)